# Seconds
Seconds is een Amerikaanse sciencefictionfilm uit 1966 onder regie van John Frankenheimer. Destijds werd de film in Nederland uitgebracht onder de titel De tweede man.

## Verhaal
Een geheime organisatie biedt rijke klanten de mogelijk om een nieuw leven te beginnen. Een gefrustreerde zakenman van middelbare leeftijd krijgt een nieuwe identiteit. Zo raakt hij bekneld tussen zijn oude en zijn nieuwe levensproblemen.

## Rolverdeling
| Acteur           | Personage        |
| ---------------- | ---------------- |
| Rock Hudson      | Antiochus Wilson |
| Salome Jens      | Nora Marcus      |
| John Randolph    | Arthur Hamilton  |
| Will Geer        | Oude man         |
| Jeff Corey       | Mijnheer Ruby    |
| Richard Anderson | Dokter Innes     |
| Murray Hamilton  | Charlie          |
| Karl Swenson     | Dokter Morris    |
| Khigh Dheigh     | Davalo           |
| Frances Reid     | Emily Hamilton   |
| Wesley Addy      | John             |
| John Lawrence    | Texaan           |
| Elisabeth Fraser | Pronte blondine  |
| Dodie Heath      | Sue Bushman      |
| Robert Brubaker  | Mayberry         |